# 율리 에델슈타인

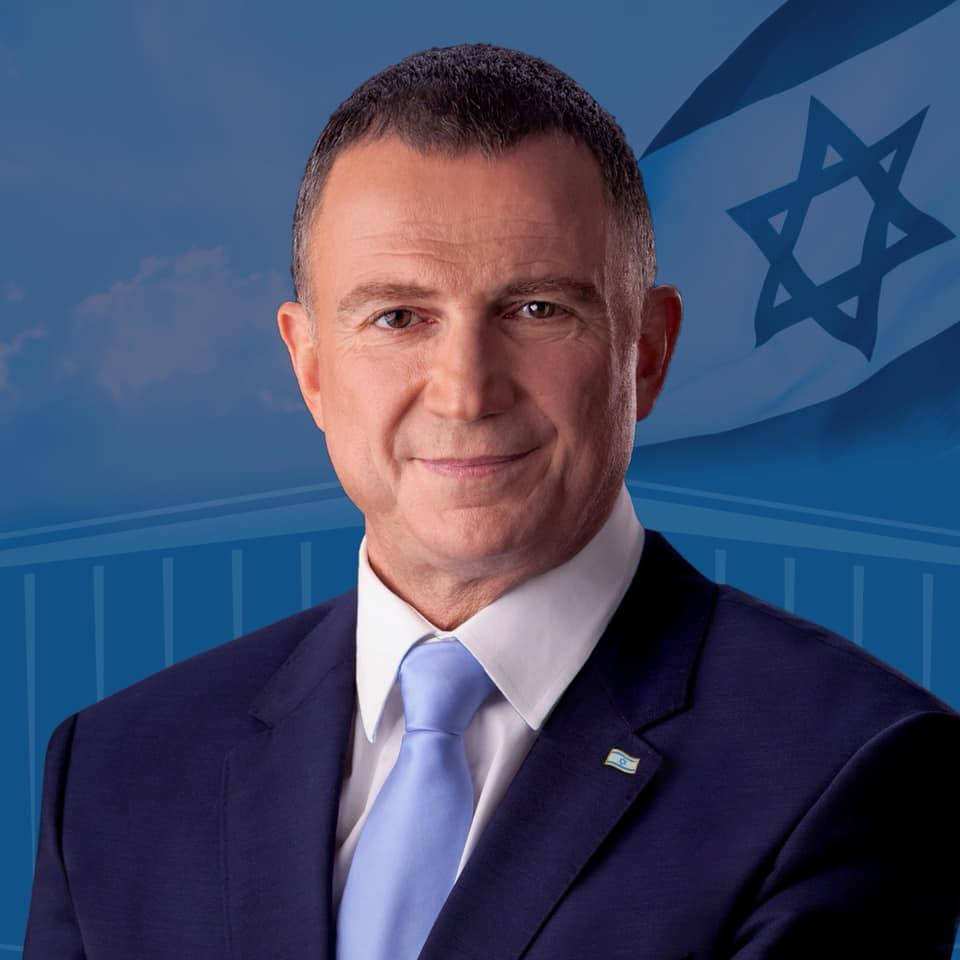

율리요엘 에델슈타인(히브리어: יוּלִי־יוֹאֵל אֵדֶלְשְטֵיין, 러시아어: Ю́лий Ю́рьевич Эдельште́йн, 우크라이나어: Ю́лий Ю́рійович Едельште́йн, 1958년 8월 5일 ~ )은 이스라엘의 정치인이다. 소련의 대표적인 리퓨즈닉이었으며, 2013년 이래 국회의장이다.